# Ісаєв Федір Григорович
Ісаєв Федір Григорович (рос. Исаев Федор Григорьевич; 19 лютого 1922, Кудашівка — 14 жовтня 2000, Дніпродзержинськ) — український поет, письменник, поет-пісняр і перекладач. Член Національної спілки письменників України (1950).